# Алама де Гранада
Алама де Гранада (на испански: Alhama de Granada) е населено място и община в Испания. Намира се в провинция Гранада, в състава на автономната област Андалусия. Общината влиза в състава на района (комарка) Алама. Заема площ от 433 km². Населението му е 6097 души (по данни от 2010 г.). Разстоянието до административния център на провинцията е 58 km.